# Wiam Simav Bedirxan
Wiam Simav Bedirxan es una figura siria kurda, de Homs, una maestra, cineasta documental, activista.  Ha codirigido Silver Water (en árabe: ماء الفضة‎, su autorretrato de Siria en 2014, realizado con el exiliado director Osama Mohammed, con aspectos documentales de la sitiada ciudad de Homs, afirmndo:

"Para toda la gente, manifestarse contra Assad fue una explosión de emociones en la proyección, en el cine. Gente gritando '¡Libertad! ¡Libertad! ; filmando por primera vez'. "Fue una revolución del cine, de las imágenes, de la expresión".

Wiam ha documentado el asedio de Homs y publicado material en línea para Mohamed en París, para el trabajo de una película de agua plateada que se mostró por primera vez en el mundo en el Festival de cine de Cannes 2014.
Wiam fue maestra en la escuela primaria de Homs; y, contactó a Muhammad para obtener asesoramiento sobre qué rodar. Conoció personalmente a su codirector cuando logró escapar de Homs y asistir al estreno de la película internacional. Ella creció bajo el régimen de Bashar al-Ásad, quien destiló miedo y desconfianza entre la población. Cuando en marzo de 2011, comenzó la rebelión, la ciudad de Homs, ex centro industrial del país, se convirtió en un bastión de la revolución y un objetivo para bombardear el régimen. El casco antiguo, una vez famoso por sus monumentos, fue devastado por dos años de asedio, más de 2.000 personas murieron. Desde las primeras manifestaciones, Simav, al igual que muchos jóvenes sirios querían filmar las manifestaciones y tomas del régimen contra la población civil, convencido de que sin estas imágenes, nadie sería capaz de saber lo que realmente sucedía en Siria. Ella filmó, y no se detuvo, excepto para distribuir comida y mantas a familias forzadas a abandonar sus hogares. En esa joven mujer, que había estudiado negocios en Alepo, y luego practicó varios oficios, cayó el muro del miedo.
Ella, afirmó, también: 

Hacer la película, sin embargo, significó elecciones difíciles, como por ejemplo, cómo elegir el "mejor tiro de muerte, el mártir más bello". Me armé de valor porque creía que el régimen sirio quería destruir la historia de cada individuo que se les oponía y que su película podía darles voz.

En Siria, los youtuberos filman y mueren cada día. Otros matan y filman. En París, Ossama Mohammed sólo puede filmar el cielo y montar imágenes de Youtube, guiado por el amor indefectible que siente por Siria. Durante dos años, en una Homs sitiada por el ejército, filma a la población en las ruinas. Sus imágenes son la materia prima de tal impresionante película documental, que codirije con Ossama Mohammed, aplaudida en Cannes, luego en Arte. Es el retrato de una resistente.
Silvered Water, Syria Self-Portrait es una obra maestra y un impagable testimonio de la capacidad destructiva de la humanidad.